# Klement Gottwald
Klement Gottwald (n. 23 noiembrie 1896, Dědice⁠(d), Moravia de Sud, Cehia – d. 14 martie 1953, Praga, Cehoslovacia) a fost un om politic comunist cehoslovac, ce a condus o lungă perioadă Partidul Comunist din Cehoslovacia (KSČ). El a fost prim-ministru (1946-1948) și președinte al Cehoslovaciei (1948-1953).
Secretar general al Partidului Comunist Cehoslovac (1929-1953)

## Primii ani
Gottwald s-a născut la 23 noiembrie 1896, în Deditz, Wischau (Vyškov), Moravia, Austro-Ungaria (acum în Republica Cehă).

## Cariera
Era de meserie tâmplar fabricant de mobilier și s-a alăturat Partidului Social Democrat în 1912. A fost încorporat în Armata Austro-Ungară în timpul Primului Război Mondial, dar a dezertat ulterior la ruși. 
A devenit membru de frunte al Partidului Comunist din Cehoslovacia începând din 1921, ocupându-se cu editarea ziarul partidului la Bratislava în perioada 1921-1926. Începând din 1925 a fost membru al Comitetului Central al Partidului Comunist din Cehoslovacia. În 1927 a devenit secretar general al partidului, iar doi ani mai târziu a fost ales ca deputat în Adunarea Națională (parlamentul țării). A devenit secretar al Cominternului în 1935, deținând acest post până la dizolvarea organizației, în 1943.
După Acordul de la München din 1938, Gottwald a petrecut următorii șapte ani în exil la Moscova. Începând din 1939 el a fost unul dintre conducătorii Rezistenței Cehe.
În martie 1945, Edvard Beneš, care fusese președinte al Cehoslovaciei în perioada 1935-1938 și șef al guvernului Cehoslovaciei aflat în exil la Londra începând din anul 1941, a fost de acord să formeze un guvern al Frontului Național, în care a fost cooptat și Gottwald. Ca parte a acestui acord, Gottwald a devenit viceprim-ministru și adjunct al primului ministru Zdeněk Fierlinger.
În 1946 Gottwald a renunțat la postul de secretar general al Partidului Comunist din Cehoslovacia în favoarea lui Rudolf Slánský și a fost ales în noua poziție de președinte al partidului. În  martie 1946, el a condus partidul la un scor electoral uimitor de 38% din voturi. Aceasta a reprezentat cea mai bună performanță a partidului în alegeri. După cum s-a dovedit ulterior, acest scor electoral a fost cel mai bun rezultat obținut de către un partid comunist european în alegeri libere. Klement Gottwald a fost numit la 2 iulie 1946 în funcția de prim-ministru al Cehoslovaciei.

## Lovitura de stat din 1948
Prin vara anului 1947, cu toate acestea, popularitatea Partidului Comunist din Cehoslovacia a scăzut în mod semnificativ, iar cei mai mulți observatori au crezut că Gottwald va fi înlăturat din funcție la alegerile din mai 1948. Popularitatea în scădere a comuniștilor, combinată cu înlăturarea comuniștilor din guvernele de coaliție formate în Franța și Italia, l-au determinat pe Iosif Stalin să-i comande lui Gottwald să înceapă eforturile de instaurare a unui regim comunist în Cehoslovacia.
Gottwald a păstrat aparențele colaborării în cadrul sistemului, anunțând că intenționează să-i conducă pe comuniști la o majoritate absolută la viitoarele alegeri - ceea ce niciun partid cehoslovac nu realizase vreodată. Coabitarea guvernamentală a luat sfârșit în februarie 1948, când o majoritate a guvernului i-a ordonat ministrului de interne comunist, Václav Nosek, să înceteze politica de încorporare a comuniștilor în forțele de poliție. Nosek a ignorat această directivă, cu sprijinul lui Gottwald. Ca răspuns, cei 12 miniștri necomuniști au demisionat. Ei au crezut că, fără sprijinul lor, Gottwald ar fi incapabil să guverneze și va fi forțat să-și dea demisia. Președintele Beneš a sprijinit inițial poziția lor și a refuzat să le accepte demisiile. Gottwald nu numai că a refuzat să demisioneze, dar a cerut numirea unui guvern dominat de comuniști, amenințând cu declanșarea unei greve generale. Colegii săi comuniști au ocupat birourile miniștrilor necomuniști.
La 25 februarie, Beneš, temându-se de intervenția sovietică, a cedat. El a acceptat demisiile miniștrilor necomuniști și a numit un nou guvern, în conformitate cu specificațiile lui Gottwald. Cu toate că acesta era în aparență o coaliție, el a fost dominat de comuniști și de social-democrații promoscoviți. Celelalte partide au continuat să fie reprezentate doar nominal, dar, cu excepția ministrului de externe Jan Masaryk, ei au fost oameni politici aleși de către comuniști. Începând de atunci, Gottwald a devenit efectiv cel mai puternic om din Cehoslovacia. 

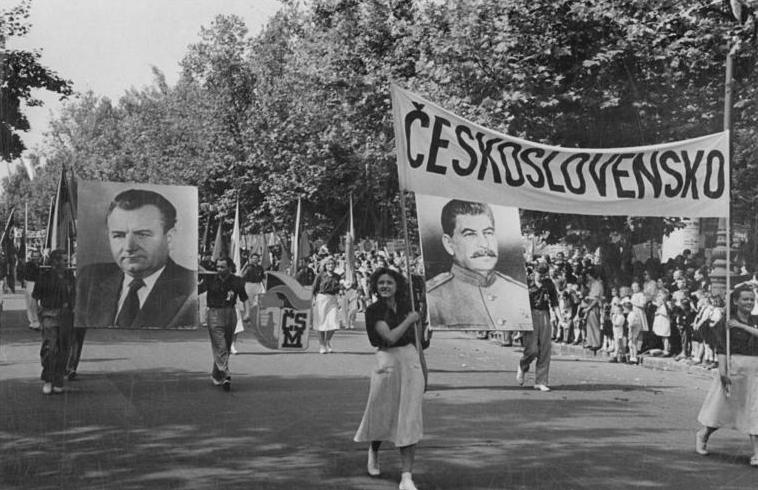
Sărbătorirea Zilei Internaționale a Copilului în 1949, la Budapesta, Ungaria. Fotografia arată delegația cehoslovacă; în stânga este un portret al lui Gottwald, în dreapta, unul al lui Stalin.

La data de 9 mai, Adunarea Națională a aprobat așa-numita Constituție de la 9 Mai. Deși nu era un document complet comunist, amprenta comunistă a fost suficient de puternică așa că Beneš a refuzat să-l semneze. El a demisionat la 2 iunie. În conformitate cu Constituția din 1920, Gottwald a preluat majoritatea funcțiilor prezidențiale până la 14 iunie, când a fost ales în mod oficial în calitate de președinte.

## Conducerea Cehoslovaciei
Gottwald a încercat inițial să adopte o linie semiindependentă față de Moscova, care a fost schimbată totuși la scurt timp după o întâlnire cu Stalin. Sub conducerea sa, Gottwald a impus modelul sovietic de guvernare a țării. El a naționalizat industria țării și a colectivizat agricultura. A existat o rezistență considerabilă în cadrul guvernului cu privire la influența sovietică asupra politicii Cehoslovaciei. Ca răspuns, Gottwald a inițiat o serie de epurări, eliminându-i mai întâi pe necomuniști și apoi și pe unii lideri comuniști. Conducători comuniști importanți au devenit victime ale acestor epurări și au fost judecați în Procesele de la Praga, printre ei aflându-se Rudolf Slánský, secretarul general al partidului, Vlado Clementis (ministrul de externe) și Gustáv Husák (conducătorul organismului administrativ responsabil pentru Slovacia), care au fost înlăturați din funcții în urma acuzațiilor de „naționalism burghez”. Slánský și Clementis au fost executați în decembrie 1952, iar sute de alți oficiali guvernamentali au fost trimiși la închisoare. Husák a fost reabilitat în anii 1960 și a devenit lider al Cehoslovaciei în 1969.
Într-o fotografie celebră din 21 februarie 1948, descrisă și în Cartea râsului și a uitării de Milan Kundera, Clementis stă lângă Gottwald. Atunci când Vladimír Clementis a fost inculpat în 1950, el a fost șters din fotografie (împreună cu fotograful Karel Hájek) de către departamentul de propagandă al statului.

## Moartea sa
Gottwald a suferit de o boală de inimă timp de mai mulți ani. La scurt timp după ce a participat la funeraliile lui Stalin de la 9 martie 1953, una dintre arterele sale s-a spart. A murit cinci zile mai târziu, la 14 martie 1953, fiind în vârstă de 56 de ani.
Corpul lui a fost inițial expus într-un mausoleu aflat în apropierea monumentului național al lui Jan Žižka din districtul Žižkov al Pragăi. În 1962 cultul personalității sale s-a încheiat și nu a mai fost posibil să fie expus corpul lui Gottwald. Există mărturii că, în 1962, corpul lui Gottwald era înnegrit și se descompunea din cauza unei îmbălsămări efectuate greșit, cu toate că alți martori au contestat acest lucru. Corpul său a fost incinerat, iar cenușa a fost plasată într-un sarcofag de la monumentul lui Žižka.
La sfârșitul perioadei comuniste, cenușa lui Gottwald a fost scoasă din monumentul lui Žižka și plasată într-un mormânt comun din cimitirul Olšany din Praga, împreună cu urnele cu cenușă ale altor 20 de lideri comuniști, care fuseseră amplasate inițial în monumentul lui Žižka. Partidul Comunist al Boemiei și Moraviei se îngrijește acum de acel mormânt comun.

## Omagierea personalității sale

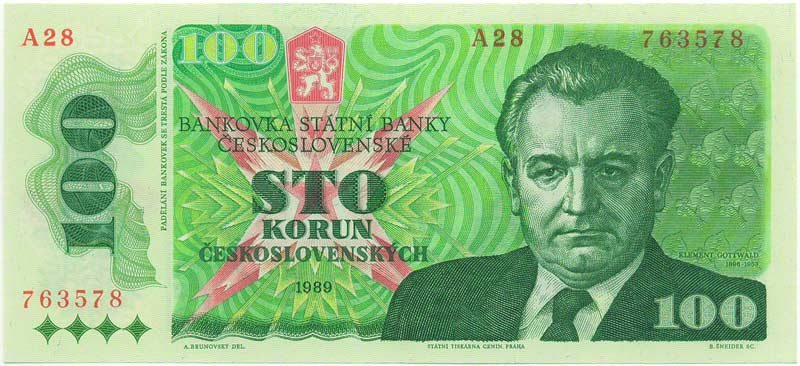
Bancnota cehoslovacă de 100 de coroane emisă la 1 octombrie 1989, pe care este reprezentat portretul lui Gottwald.

I-a succedat la conducerea partidului Antonín Zápotocký, premierul Cehoslovaciei din perioada 1948-1953.
Ca un gest de omagiu, Zlín, un oraș din Moravia, acum în Republica Cehă, a fost redenumit Gottwaldov și a purtat acest nume în perioada 1949-1990. Zmiiv, un oraș din regiunea Harkiv, Republica Sovietică Socialistă Ucraineană, a fost numit Gotvald în perioada 1976-1990.
Námestie Slobody (Piața Libertății) din Bratislava a fost numit Gottwaldovo námestie. Un pod din Praga, care este numit acum Nuselský Most a fost numit odată Gottwaldův Most, iar stația de metrou învecinată numită acum Vyšehrad a fost numită Gottwaldova.
Portretul lui Gottwald a fost reprodus pe bancnota cehoslovacă de 100 de coroane emisă la 1 octombrie 1989, ca parte a seriei de bancnote din 1985-1989. Această bancnotă a fost atât de prost primită de cehoslovaci că a fost retrasă oficial din circulație la data de 31 decembrie 1990 și înlocuită imediat cu bancnota anterioară cu aceeași valoare nominală. Toate bancnotele cehoslovace au fost retrase din circulație în 1993 și înlocuite cu bancnote separate cehe și slovace.
În 2005 Gottwald a fost votat cel mai urât ceh într-un sondaj ČT (un program de tipul 100 Greatest Britons sub licență BBC). El a obținut 26% din voturi.